# Casa Domínica Juera
La casa Domínica Juera és un edifici situat a La Rambla, 17 de Barcelona, catalogat com a bé cultural d'interès local.

## Història
Domínica Juera i Patxot va néixer a Sant Feliu de Guíxols el 1828, i l'any següent, el seu pare Joan Juera i Torrent embarcà cap a l'Havana (Cuba), on el 1844 es reuniria amb la seva esposa Rosa Patxot i Vilar i la seva filla. El 1846, Domínica es casà per poders a l'Havana amb Josep Vilar i Puig, nascut a Calonge el 1807, amb qui va tenir quatre filles i dos fills.
Després de la mort del seu marit el 1857, va decidir invertir bona part del seu patrimoni en la construcció de diversos immobles a Barcelona. Així, l'agost del 1860, va adquirir dues cases a la Rambla de Santa Mònica, 8-10 a un altre indià, Emili Roig i Roig, i l'octubre del mateix any va adquirir la casa del núm. 12. Tot seguit, va encarregar el projecte d'un nou edifici al mestre d'obres Felip Ubach en el solar resultant, de més de 660 m². Aquest fou acabat a finals del 1864 i li costà més de 250.000 pessetes.

## Descripció
Edifici de planta baixa i quatre pisos sobren una parcel·la de planta irregular, amb una fondària d'uns 52 m.
A la façana totes sis obertures que hi ha per planta són d'arc escarser. Els balcons, de volada decreixent en altura són de llosana de pedra i barana de ferro; el de la planta principal és un balcó corregut i la resta són individuals i estan recolzats sobre mènsules decorades amb motius vegetals. Cada pis està separat per una senzilla imposta a l'alçada del balcó. Al capdamunt hi ha una cornisa lleugerament motllurada.
El pis principal té un accés privat des del vestíbul de la planta baixa i també des de l'escala comunitària que arriba fins al terrat. La planta baixa ocupa la totalitat de la parcel·la, mentre que els pisos tenen una llargada de 34 metres, als que s'hi resta un pati a nivell de la planta principal.